# IC 4662
IC 4662 ist eine irreguläre Galaxie vom Hubble-Typ IBm im Sternbild Pfau am Südsternhimmel. Sie ist rund 9 Millionen Lichtjahre von der Milchstraße entfernt.
Das Objekt wurde im Jahre 1901 von Robert Innes entdeckt.